# São Miguel de Alcainça
São Miguel de Alcainça is een plaats (freguesia) in de Portugese gemeente Mafra en telt 1170 inwoners (2001).